# Crispatotrochus niinoi
Crispatotrochus niinoi is een rifkoralensoort uit de familie van de Caryophylliidae. De wetenschappelijke naam van de soort is voor het eerst geldig gepubliceerd in 1942 door Yabe & Eguchi.